# Кестенберг, Лео
Ле́о Ке́стенберг (нем.  Leo Kestenberg; 27 ноября 1882, Розенберг, Австро-Венгрия — 13 января 1962, Тель-Авив) — немецкий и израильский политический деятель в области культуры, педагог, пианист, лауреат премии Энгеля (1958).

## Биография
Родился в еврейской семье. В возрасте четырёх лет был перевезён родителями в Прагу, где отец получил должность кантора в синагоге Пинхаса. Первые уроки игры на фортепиано получил от отца в возрасте 7 лет, когда семья переехала в богемский город Райхенберг. В возрасте 12 лет получает уроки фортепиано у генеральмузикдиректора саксонского города Циттау. В возрасте 15 лет берёт уроки у Франца Куллака в Берлине.

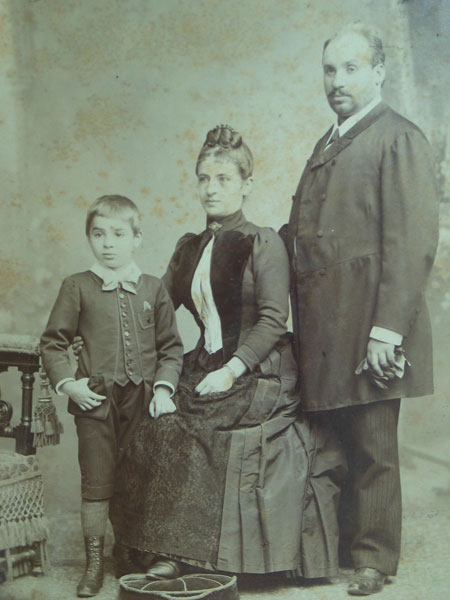
Лео Кестенберг в детстве (с родителями)

В 16 лет состоялась первая встреча с композитором и пианистом Ферруччо Бузони. Уроки с Жозе Виана да Мотта, затем в Дрездене уроки теории у композитора Феликса Дрезеке.
В 1900 г. в возрасте 18 лет посетил мастер-курс Бузони в Веймаре. Первое публичное выступление с Концертом ми-бемоль мажор для фортепиано с оркестром Листа в Райхенберге (Либереце). В том же 1900 г. вступает в социал-демократическую партию Германии. С 1903 г. музыкальный советник театра Фольксбюне Берлин. Основал Кестенберг-трио. Преподавал в частных консерваториях, давал частные уроки.
Будучи активным членом социал-демократической партии Германии, занимался политикой в области образования, принимал участие в издании литературных и политических произведений Эрнста Барлаха, Оскара Кокошки, Розы Люксембург и др.
По окончании первой мировой войны был приглашён в Веймарскую республику музыкальным советником Прусского министерства науки, искусства и народного образования и руководил реформой в области общего и профессионального музыкального образования («Реформа Кестенберга»). С 1921 г. профессор Берлинской высшей школы музыки. C 1929 г. министериалрат (министерский советник в чине полковника) Прусского министерства культуры. Основывает серию книг Musikpädagogische Bibliothek.
В 1932 г. досрочно отправлен на пенсию в связи с изменением политического климата в Германии. После взятия власти национал-социалистами вынужден был по причине своего еврейского происхождения покинуть Германию. С 1933 г. жил в Праге, где в 1934 г. основал общество музыкального образования, которое в 1953 возобновляет свою работу и становится Международным обществом музыкального образования (ИСМЕ) при ЮНЕСКО.
После оккупации Судетской области Германией в 1938 г. бежал через Париж в Тель-Авив. В Тель-Авиве Кестенберг занимал должность генерального менеджера Палестинского симфонического оркестра (сегодня Израильский филармонический оркестр). С 1945 г. вновь концентрируется на деятельности в области музыкальной педагогики и образования. В 1953 г. в первый и в последний раз после эмиграции посещает Германию.
Несмотря на прогрессирующую слепоту, вплоть до самой смерти давал уроки игры на фортепиано. Среди его учеников Менахем Пресслер, Алексис Вайссенберг.
Кестенберг был первым президентом и первым почётным президентом ИСМЕ.

## Реформа Кестенберга
Кестенберг создал модель музыкально-педагогического образования в Германии, действующую по сей день. Учитель музыки в школе был приравнен к преподавателю гимназии (существовавший ранее статус учителя пения был ниже). Были открыты факультеты для учителей музыки в Берлине, Бреслау, Кёнигсберге, Кёльне. Кестенберг определял всю музыкальную жизнь Германии. До этого времени образование было гражданской инициативой. Но в Веймарской республике финансирование культуры и обеспечение образовательного стандарта становится прерогативой государства (оставаясь таким же и в годы национал-социалистического режима). С этого момента формируется современное представление о музыкальной педагогике в Германии. Кестенберг основал и развил многие по сей день известные институции. Он создал нового немецкого учителя музыки — преподавателя гимназии. Он организовал коммунальные музыкальные школы, действующие и сегодня. Он сформулировал экзаменационные требования для преподавателей фортепиано, на которые ориентируются сегодняшние факультеты «музыкальное воспитание» в немецких высших музыкальных школах (Musikhochschule). Кестенберг ввёл госэкзамены для органистов и хормейстеров. Он составил указания для занятий музыкой в детских садах (практически не выполненные до сих пор).

## Память
Его именем названа музыкальная школа в Берлине (Leo Kectenberg Musikschule).
20 июня 2009 г. в Берлине было основано Международное общество Лео Кестенберга.

## Основные труды
- Leo Kestenberg. Musikerziehung und Musikpflege.  — Quelle&Meyer: Leipzig 1921.
- Leo Kestenberg und Walther Günther. Der Musiklehrer. Prüfung, Ausbildung und Anstellung. — Weidmannsche Buchhandlung: Berlin 1928.
- Leo Kestenberg. Bewegte Zeiten. Musisch-Musikantische Lebenserinnerungen. — Möseler: Wolfenbüttel, Zürich 1961.